# Bail bondsman

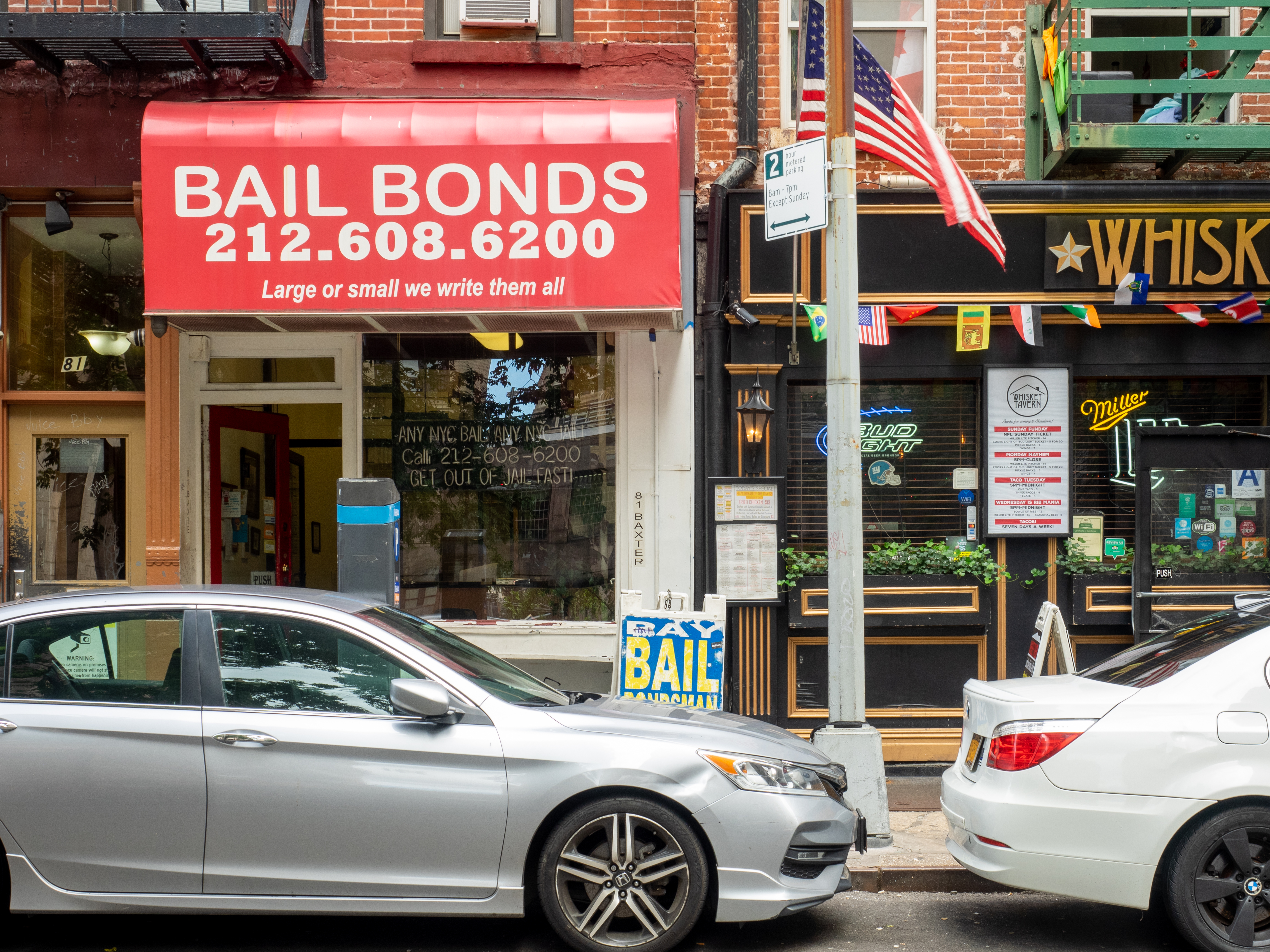
Un cautionnaire situé à l'extérieur de la Cour pénale de New York à Manhattan, New York City.

Un bail bondsman  (aussi appelé bail bondsperson, bail bond agent ou bond dealer), que l'on peut traduire en français par cautionnaire, agent de cautionnement ou garant contre rémunération, est une personne, agence ou société qui met en gage de l'argent ou des biens pour permettre la libération sous caution d'un accusé en attente de comparution devant un tribunal. Les agents de cautionnement se trouvent presque exclusivement aux États-Unis et aux Philippines (ancien protectorat américain), cette pratique étant illégale dans la plupart des autres pays,.
Aux États-Unis, cette activité est représentée par diverses organismes professionnels dont la Professional Bail Agents of the United States et l'American Bail Coalition, qui forment un groupe de coordination pour les agents de caution et les sociétés de cautionnement, et la National Association of Fugitive Recovery Agents, qui représente la chasseurs de primes[réf. nécessaire]. Les organisations qui représentent les professions juridiques, dont l'American Bar Association (l'association américaine des avocats) et la National District Attorneys Association, s'opposent à la pratique du négoce de cautions, affirmant qu'elle discrimine les pauvres et les accusés de la classe moyenne sans contribuer à la sécurité publique.

## Histoire
Aux États-Unis, la première société moderne de cautionnement a été créée par Peter P. McDonough à San Francisco en 1898. Néanmoins, il existe des traces de telles activités dès l'antiquité : on a trouvé trace de telles activités dans l'Antiquité : par exemple, des tablettes d'argile datant d'environ 2750 av. J.-C. décrivent des accords de cautionnement conclus dans la ville akkadienne d'Eshnunna, située dans l'actuel Irak. Des indemniseurs obtenaient la libération de prison d'accusés en payant des sommes d'argent ou en cautionnant, sur leurs propres biens, que l'accusé se présenterait bien devant le tribunal[réf. nécessaire].

## Pratique moderne
Selon les chiffres de 1996 pour les États-Unis, un quart des accusés de crime libérés en attente de leur procès ne se présentent pas à celui-ci, mais cette proportion est plus faible chez les accusés libérés sous caution.
Les lois régissant la pratique du cautionnement varient selon les États bien que la loi uniforme d'extradition pénale, parrainée par la Commission de la loi uniforme, ait été largement adoptée. En Californie, les accords de cautionnement doivent être vérifiés et certifiés par le California Department of Insurance (en). La pratique du cautionnement commercial est illégale dans les États de l'Illinois, du Kentucky, de l'Oregon et du Wisconsin.
Les lois fédérales applicables comprennent la Clause de cautionnement excessif du Huitième amendement de la Constitution et la loi de 1984 sur la réforme du cautionnement incorporées à la loi de 1984 sur la lutte contre la criminalité globale[réf. nécessaire].

### Formation et exigences
Dans 18 États américains, n'importe qui peut théoriquement devenir un agent de recouvrement sous caution. Dans la plupart des juridictions, les agents de cautionnement doivent être autorisés à exercer leurs activités dans l'État. Certaines compagnies d'assurance peuvent offrir une couverture d'assurance qui comprend des cautionnements locaux pour les arrestations liées à la circulation routière.

### Tarification
Les agents de cautionnement facturent généralement des frais de 10% pour une caution d'État et de 15% pour une caution fédérale, avec un minimum de cent dollars dans des États comme la Floride, requis pour déposer une caution pour le montant total de la caution. Ces frais ne sont pas remboursables et représentent la rémunération de l'agent de cautionnement pour les services rendus.
Le Nevada est l'un des États qui autorise une personne arrêtée à « ériger » une résidence en vue d'une caution. Pour ce faire, le demandeur doit enregistrer un acte de fiducie et nommer l'agence de cautionnement comme bénéficiaire. Bien que cela donne à la société de caution un privilège sur la propriété, elle ne peut en devenir propriétaire que si le défendeur ne se conforme pas à toutes les instructions et règles du tribunal.
Dans certains États comme la Floride, les agents de cautionnement sont responsables du paiement des confiscations, et s'ils ne paient pas le montant total, il leur est interdit de fournir d'autres cautions dans l'État.

### Récupération et chasse aux primes
Si le défendeur ne se présente pas au tribunal, l'agent de cautionnement est autorisé par la loi ou par un arrangement contractuel à amener le défendeur devant la juridiction du tribunal afin de récupérer l'argent payé en vertu du cautionnement, généralement par le recours à un chasseur de primes. Seules les Philippines ont un système de cautionnement similaire dans sa structure et sa fonction [comme aux États-Unis] :193. Dans le passé, les tribunaux australiens, indiens et sud-africains avaient sanctionné des avocats pour faute professionnelle pour avoir mis en place des accords commerciaux de mise en liberté sous caution.
Certains États comme la Caroline du Nord ont interdit l'utilisation ou l'octroi de licences de chasseurs de primes ; par conséquent, le cautionnaire doit appréhender lui-même ses propres fugitifs. Les agents de cautionnement sont autorisés à poursuivre les indemnisateurs, toute personne qui a garanti la comparution des défendeurs devant le tribunal et/ou les défendeurs eux-mêmes pour tout argent confisqué par le tribunal pour défaut de comparution des défendeurs.

### Régulation
En 2007, quatre États — l'Illinois, le Kentucky, l'Oregon et le Wisconsin — ont totalement banni la caution commerciale, remplaçant généralement l'alternative de dépôt en espèces de 10 % décrite ci-dessus. Certains de ces États autorisent spécifiquement l'AAA (l'Association américaine des automobilistes) ou des organisations similaires à fournir des services de cautionnement dans les contrats d'assurance ou dans des accords d'adhésion[réf. nécessaire]. Bien que n'étant pas tout à fait illégale, la pratique des services de cautionnement a effectivement pris fin dans le Massachusetts en 2014. La plupart des organismes juridiques américains, dont l'American Bar Association et le National District Attorneys Association, n'aiment pas l'activité commerciale de cautionnement, disant qu'il discrimine les pauvres et les accusés de la classe moyenne, ne fait rien pour la sécurité publique et usurpe les décisions qui devraient être prises par le système judiciaire. Charitable bail funds have sprung up to combat the issue of discrimination, using donations to cover the bail amount for the arrested person. L'effet économiquement discriminatoire du système obligataire est controversé et sujet à des tentatives de réforme depuis les années 1910. Les données de ce commerce montrent que les juges lors de la mise en liberté sous caution ont exigé des probabilités de fuite plus faibles de la part des accusés issus de minorités. Voir, par exemple, la mise en place du service de caution de Frank Murphy à la Recorder's Court de Detroit (Michigan). En outre, les incitations économiques liées au cautionnement à but lucratif rendent moins probable la libération des prévenus accusés de délits mineurs (pour qui le montant du cautionnement est inférieur). En effet, un agent de cautionnement ne trouvera pas rentable de travailler sur des questions où le pourcentage de profit rapporterait 10 ou 20 $. Ainsi les cautionnaires aident à libérer les personnes avec des montants de caution plus élevés qui sont également accusés de crimes plus graves, créant un déséquilibre dans le nombre de personnes accusées de délits mineurs (délits de faible niveau) et augmentant les dépenses de prison pour cette catégorie de crimes.

#### Californie
En Californie, la caution est fortement réglementée par le Code pénal de l'État,, le Code d'assurance de Californie et le Code des réglements de Californie. Toutes les violations de ce qui précède constituent des infractions graves par le biais du California Insurance Code 1814 – y compris les codes réglementaires administratifs tels que la tenue des dossiers, la façon dont les sollicitations sont conduites, les garanties et le traitement des personnes arrêtées. En vertu de la loi californienne, c'est un crime pour un cautionnaire de solliciter des affaires dans une prison de comté,, à tous les agents de libération sous caution de Californie concernant la décision.

### Critique
Plusieurs affaires très médiatisées impliquant une faute de l'agent de cautionnement ont conduit à des appels à une réglementation accrue de cette activité ou à la suppression pure et simple de la caution comme activité commerciale,,,. L'un des cas les plus importants, en Louisiane, concernait la corruption de juges par une agence de cautionnement. Une enquête de grande envergure du FBI nommée Operation Wrinkled Robe (« Opération robe froissée ») a conduit à des accusations criminelles et à des procédures de renvoi de divers juges, tels que Ronald Bodenheimer, ainsi que de policiers [réf. à confirmer]. L'American Civil Liberties Union (ACLU) a critiqué la pratique des cautionnements comme une forme d'injustice contre les communautés à faible revenu et alimentant l'incarcération massive de personnes innocentes, avec l'ACLU recommandant des SMS ou des appels automatisés pour les comparutions en cour.

### Alternatives
In addition to the use of bail bonds, a defendant may be released under other terms. These alternatives include pretrial services programs, own recognizance or signature bond, cash bond, surety bond, property bond, and citation release. The choice of these alternatives is determined by the court.[réf. nécessaire]

## Dans la culture populaire
- Stephanie Plum est une agent de cautionnement du New Jersey, qui apparaît dans une série de bandes dessinées de Janet Evanovich.
- Emma Swan commence comme cautionnaire dans Once Upon a Time.
- De nombreux personnages de Sneaky Pete sont dans le secteur du cautionnement.
- Robert Forster joue le cautionnaire Max Cherry dans le film de Quentin Tarantino Jackie Brown.
- Joe Pantoliano incarne le cautionnaire Eddie Mascone dans Midnight Run.

## Voir également
- Fonds de caution
- Caution
- Cautionnement